# أسيز
أسيز هي بلدية في البرازيل، تتبع ساو باولو، بلغ عدد سكانها 87٬251  نسمة، في 2000، تبلغ مساحتها 461٫705 كيلومتر مربع.

## الموقع
تشترك في الحدود مع:
- Cândido Mota [الإنجليزية]‏
- Tarumã [الإنجليزية]‏
- Maracaí [الإنجليزية]‏.

## أعلام
- دوغلاس كوبو